# Максим (Рудько)
Єпископ Максим (грец. Επίσκοπος Μάξιμος, в миру Роман Володимирович Рудько; 25 липня 1983, Львів) —  архієрей Австрійської митрополії Константинопільської православної церкви.

## Біографія
Народився 25 липня 1983 року у Львові у родині Володимира та Ніни Рудько.
Середню освіту здобув у рідному місті. Закінчив Львівську духовну семінарію. Навчався у богословській школі Арістотелівського університету в Салоніках. У тому ж університеті закінчив магістратуру. Кілька років жив там у ставропігійному монастирі Влатадон. З листопада 2017 року служив в Австрійській митрополії.
23 лютого 2018 року у Троїцькому кафедральному соборі у Відні пострижений у чернецтво (малу схиму) митрополитом Австрійським Арсенієм (Кардамакісом). Наречений ім'ям Максим на честь Максима Сповідника та митрополита Київського Максима.
25 лютого 2018 року там же і тим самим ієрархом був хіротонізований до ієродиякона. Служив архідияконом Австрійської митрополії.
10 листопада 2023 року в Троїцькому кафедральному соборі у Відні митрополитом Австрійським Арсенієм був хіротонізований в ієромонаха і зведений у сан архімандрита. Того ж дня став протосинкелом Австрійської митрополії та відповідальним за україномовну паству.
29 серпня 2024 року Священним синодом Константинопольського патріархату був обраний для висвячення на сан єпископа Арістійського, вікарія Австрійської митрополії. 
10 листопада 2024 року в Троїцькому кафедральному соборі Відня відбулася його архієрейська хіротонія, яку очолив митрополит Австрійський Арсеній (Кардамакіс). В грудні 2024 року стало відомо про створення в межах Австрійської митрополії окремого Архієрейського округу для українців, до якого увійшли 7 україномовних парафій: 6 — в Австрії, 1 — в Угорщині. Єпископ Максим став відповідальним за округ.

## Хронологія
- 25 лютого 2018 року — Дияконська хіротонія.
- 10 листопада 2023 року — Пресвітерська хіротонія.
- 23 лютого 2018 року — Прийняв чернецтво, наречений ім'ям Максим.
- 10 листопада 2024 року — Висвячений у сан єпископа Арістійського[7].